# Kyrkbåtsrodd

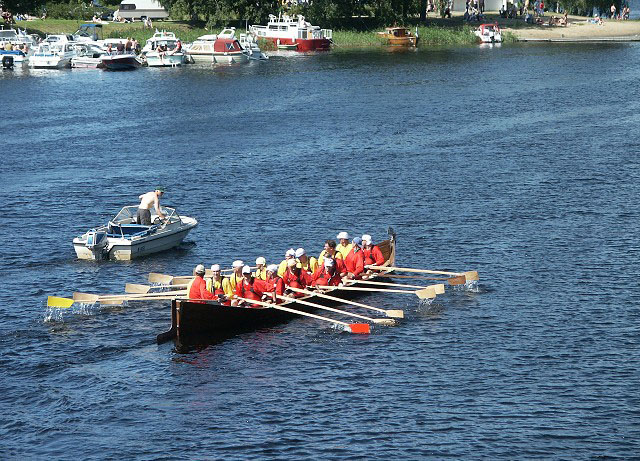
Kyrkbåt inför start i Sulkavan Suursoudut (Sulkava-rodden).

Kyrkbåtsrodd är en idrott inom roddsporten.
För färden till kyrkan användes förr ofta kyrkbåtar. Redan tidigt uppstod sedvänjan att båtarna som hade samma väg hem från gudstjänsten rodde i kapp. Även utmaningstävlingar utan samband till gudstjänstbesök förekom. 
Sedan år 1936 anordnas årligen en speciell kapprodd mellan kyrkbåtar på Siljan. Stora Siljansrodden för kyrkbåtar arrangeras på olika platser kring sjön. 2001 började första etappen den 23 juni i Siljansnäs och avslutades i Nusnäs 8 juli. Då hade kapproddarna även passerat Rättvik, Tällberg, Leksand, Mora, Sollerön och Orsa. Roddtävlingar för kyrkbåtar förekommer på annat håll, till exempel den i Sulkava.